# Su turno
Su turno fue un programa de televisión, emitido por La 1 de TVE, entre 1981 y 1983.

## Formato
Presentado por el periodista Jesús Hermida, el programa, emitido en la noche de los domingos, seleccionaba un tema de debate, sobre el que se enfrentaban dos posiciones encontradas, encarnadas en seis tertulianos (tres por cada una de las dos posturas contrarias) distintos cada semana.
Se trataron temas de actualidad social como la juventud, la infidelidad o el destape.
Los tertulianos eran seleccionados tanto entre especialistas del tema que se debatiera como rostros populares para el público (actores, cantantes, presentadores de televisión). Entre los personajes que acudieron al programa cabe mencionar a Javier Solana, Francisco Umbral, Lina Morgan, Concha Velasco, Mari Cruz Soriano o María Asquerino.
Fue considerado por el Grupo Joly uno de los cien mejores programas de la historia de la televisión en España.